# These Days (Vince Gill)
These Days è l'undicesimo album in studio ed il primo boxset del musicista statunitense Vince Gill, pubblicato nel 2006.

## Tracce

### Workin' on a Big Chill
The Rockin' Record
1. Workin’ on a Big Chill (Gill, Al Anderson, Leslie Satcher) - 4:03
2. Love’s Standin’ (Gill, Joe Henry, John Hobbs) - 4:05
3. Cowboy Up (featuring Gretchen Wilson) (Gill, Pete Wasner) - 4:00
4. Sweet Thing (Gill, Gary Nicholson) - 3:20
5. Bet It All on You (Gill, Anderson) - 4:26
6. Nothin’ for a Broken Heart (Duet w/Rodney Crowell) (Gill, Anderson) - 3:03
7. Son of a Ramblin’ Man (featuring Del McCoury Band) (Gill, Anderson) - 2:45
8. Smilin’ Song (featuring Michael McDonald) (Gill) - 2:59
9. The Rhythm of the Pourin’ Rain (featuring Bekka Bramlett) (Gill, Wasner) - 3:26
10. Nothin’ Left to Say (Gill, Billy Thomas) - 3:56

### The Reason Why
The Groovy Record
1. What You Don't Say (with LeAnn Rimes) (Gill, Hobbs, Reed Nielsen) - 5:03
2. The Reason Why (with Alison Krauss) (Gill, Nicholson) - 2:50
3. The Rock of Your Love (with Bonnie Raitt) (Gill, Anderson, Satcher) - 3:51
4. What You Give Away (with Sheryl Crow) (Gill, Anderson) - 4:52
5. Faint of Heart (with Diana Krall) (Gill, Anderson) - 4:30
6. Time to Carry On (with Jenny Gill) (Gill, Wasner) - 4:09
7. No Easy Way (Gill, Nielsen) - 3:40
8. This Memory of You (with Trisha Yearwood) (Gill, Anderson, Hobbs) - 3:43
9. How Lonely Looks (Gill, Beverly W. Darnell) - 5:10
10. Tell Me One More Time About Jesus (with Amy Grant) (Gill, Grant) - 4:02
11. Everything and Nothing (with Katrina Elam) (Gill, Darnell, Kyle D. Matthews) - 4:02
12. Which Way Will You Go (Gill, Hobbs, Nielsen) - 4:11
13. These Days (Gill) - 3:55

### Some Things Never Get Old
The Country and Western Record
1. This New Heartache (Gill) - 3:31
2. The Only Love (Gill, Nielsen) - 3:53
3. Out of My Mind (featuring Patty Loveless) (Gill, Anderson, Satcher) - 3:18
4. The Sight of Me Without You (Gill, Anderson, Hobbs) - 4:07
5. I Can’t Let Go (featuring Alison Krauss & Dan Tyminski) (Gill) - 3:28
6. Don’t Pretend with Me (Gill, Anderson, Satcher) - 2:32
7. Some Things Never Get Old (featuring Emmylou Harris) (Gill, Anderson, Tia Sillers) - 4:11
8. Sweet Little Corrina (featuring Phil Everly) (Gill, Anderson) - 2:52
9. If I Can Make Mississippi (featuring Lee Ann Womack) (Gill) - 3:44
10. Take This Country Back (Duet w/John Anderson) (Gill) - 3:37

### Little Brother
The Acoustic Record
1. All Prayed Up (Gill) - 2:16
2. Cold Gray Light of Gone (featuring The Del McCoury Band) (Gill, Bill Anderson, Otto Kitsinger) - 4:03
3. A River Like You (featuring Jenny Gill) (Gill, Randy Albright, Mark D. Sanders) - 4:50
4. Ace Up Your Pretty Sleeve (Gill, Mark Germino) - 3:33
5. Molly Brown (Gill, Jim Waggoner) - 4:19
6. Girl (Guest Vocalist: Rebecca Lynn Howard) (Gill) - 4:30
7. Give Me the Highway (featuring The Del McCoury Band) (Gill) - 3:14
8. Sweet Augusta Darlin’ (Gill) - 3:12
9. Little Brother (Gill) - 4:46
10. Almost Home (Duet w/Guy Clark) (Gill) - 5:19